# Greatest Hits: My Prerogative
Greatest Hits: My Prerogative là album tuyển tập đầu tiên của ca sĩ người Mỹ Britney Spears, phát hành ngày 3 tháng 11 năm 2004 bởi Jive Records. Được phát hành giữa thời điểm Spears tạm nghỉ, album là tập hợp những đĩa đơn từ bốn album phòng thu đầu tiên của cô ...Baby One More Time (1999), Oops!... I Did It Again (2000), Britney (2001) và In the Zone (2003), tất cả đều ra mắt ở vị trí số một tại Hoa Kỳ và giúp cô trở thành nghệ sĩ trẻ tuổi nhất đạt thành tích trên. Ngoài ra, Greatest Hits: My Prerogative còn bao gồm ba bài hát mới–một bản hát lại "My Prerogative" của Bobby Brown, "Do Somethin'" và "I've Just Begun (Having My Fun)"–đều được sản xuất bởi Bloodshy & Avant, bộ đôi từng hợp tác với Spears trong đĩa đơn thắng giải Grammy "Toxic". Một album video cùng tên gồm 20 video ca nhạc của Spears, cũng được phát hành đồng thời.
Greatest Hits: My Prerogative nhận được những đánh giá từ trái chiều đến tích cực từ các nhà phê bình âm nhạc, trong đó họ gọi đây là album định nghĩa chính xác hình ảnh của Spears như một nhân vật định hình nền văn hóa nhạc pop Mỹ, trong khi số khác lại cho rằng việc nữ ca sĩ phát hành album tổng hợp khi chỉ vừa ra mắt 5 năm trước là quá sớm. Tuy nhiên, Greatest Hits: My Prerogative vẫn gặt hái những thành công lớn về mặt thương mại, đứng đầu các bảng xếp hạng ở Ireland và Nhật Bản, đồng thời lọt vào top 10 ở hầu hết những thị trường khác, bao gồm vươn đến top 5 ở Úc, Áo, Bỉ, Canada, Đan Mạch, Phần Lan, Đức, Na Uy và Vương quốc Anh. Tại Hoa Kỳ, album ra mắt ở vị trí thứ tư trên bảng xếp hạng Billboard 200 với doanh số tuần đầu là 255,000 bản, trở thành album đầu tiên của Spears không đạt đạt ngôi vị quán quân.
Hai đĩa đơn đã được phát hành từ Greatest Hits: My Prerogative. "My Prerogative" được phát hành dưới dạng đĩa đơn mở đường và vươn đến top 10 ở hầu hết những quốc gia, nhưng không lọt vào bảng xếp hạng Billboard Hot 100, thay vào đó đạt vị trí cao nhất trên Bubbling Under Hot 100. "Do Somethin'" được chọn làm đĩa đơn thứ hai và cũng là cuối cùng từ album, đạt vị trí thứ 100 trên bảng xếp hạng Billboard Hot 100 mặc dù không được phát hành tại Hoa Kỳ, và lọt vào top 10 ở 11 quốc gia. Do chấn thương đầu gối, Spears không xuất hiện trên truyền hình để trình diễn và quảng bá cho Greatest Hits: My Prerogative như những album trước. Mặc dù không được quảng bá rầm rộ và phát hành vào cuối năm 2004, đĩa nhạc vẫn là album bán chạy thứ 13 trên toàn cầu và đã bán được hơn năm triệu bản tính đến nay.

## Danh sách bài hát
| Greatest Hits: My Prerogative – Bản tại Bắc Mỹ | Greatest Hits: My Prerogative – Bản tại Bắc Mỹ           | Greatest Hits: My Prerogative – Bản tại Bắc Mỹ                                                                | Greatest Hits: My Prerogative – Bản tại Bắc Mỹ | Greatest Hits: My Prerogative – Bản tại Bắc Mỹ |
| STT                                            | Nhan đề                                                  | Sáng tác | Sản xuất                                       | Thời lượng                                     |
| ---------------------------------------------- | -------------------------------------------------------- | --- | ---------------------------------------------- | ---------------------------------------------- |
| 1.                                             | "My Prerogative"                                         | Bobby Brown Gene Griffin Edward Teddy Riley                                                                   | Bloodshy & Avant                               | 3:33                                           |
| 2.                                             | "Toxic"                                                  | Cathy Dennis Christian Karlsson Pontus Winnberg Henrik Jonback                                                | Bloodshy & Avant                               | 3:19                                           |
| 3.                                             | "I'm a Slave 4 U"                                        | Chad Hugo Pharrell Williams                                                                                   | The Neptunes                                   | 3:25                                           |
| 4.                                             | "Oops!... I Did It Again"                                | Max Martin Rami                                                                                               | Martin Rami                                    | 3:33                                           |
| 5.                                             | "Me Against the Music" (hợp tác với Madonna)             | Britney Spears Madonna C. "Tricky" Stewart Thabiso "Tab" Nikhereanye Penelope Magnet Terius Nash Gary O'Brien | Trixster Magnet [a]                            | 3:45                                           |
| 6.                                             | "Stronger"                                               | Martin Rami                                                                                                   | Martin Rami                                    | 3:26                                           |
| 7.                                             | "Everytime"                                              | Spears Annette Stamatelatos                                                                                   | Guy Sigsworth                                  | 3:51                                           |
| 8.                                             | "...Baby One More Time"                                  | Martin | Martin Rami                                    | 3:32                                           |
| 9.                                             | "(You Drive Me) Crazy" (The Stop Remix!)                 | Jörgen Elofsson Per Magnusson David Kreuger Martin                                                            | Martin Rami                                    | 3:18                                           |
| 10.                                            | "Boys" (The Co-Ed Remix) (hợp tác với Pharrell Williams) | Hugo Williams                                                                                                 | The Neptunes                                   | 3:47                                           |
| 11.                                            | "Sometimes"                                              | Elofson | Magnusson Kreuger Elofson [a]                  | 4:07                                           |
| 12.                                            | "Overprotected" (The Darkchild Remix)                    | Martin Rami                                                                                                   | Martin Rami Rodney Jerkins [b]                 | 3:07                                           |
| 13.                                            | "Lucky"                                                  | Martin Rami Alexander Kronlund                                                                                | Martin Rami                                    | 3:26                                           |
| 14.                                            | "Outrageous"                                             | R. Kelly | Kelly Trixter [c] Magnet [c]                   | 3:29                                           |
| 15.                                            | "I'm Not a Girl, Not Yet a Woman"                        | Martin Rami Dido                                                                                              | Martin Rami                                    | 3:51                                           |
| 16.                                            | "I've Just Begun (Having My Fun)"                        | Spears Michelle Bell Karlsson Winnberg Jonback                                                                | Bloodshy & Avant                               | 3:23                                           |
| 17.                                            | "Do Somethin'"                                           | Karlsson Winnberg Jonback Angela Hunte                                                                        | Bloodshy & Avant                               | 3:22                                           |
| Tổng thời lượng:                               | Tổng thời lượng:                                         | Tổng thời lượng:                                                                                              | Tổng thời lượng:                               | 60:14                                          |

| Greatest Hits: My Prerogative – Bản quốc tế | Greatest Hits: My Prerogative – Bản quốc tế | Greatest Hits: My Prerogative – Bản quốc tế | Greatest Hits: My Prerogative – Bản quốc tế | Greatest Hits: My Prerogative – Bản quốc tế |
| STT                                         | Nhan đề                                     | Sáng tác                                    | Sản xuất                                    | Thời lượng                                  |
| ------------------------------------------- | ------------------------------------------- | ------------------------------------------- | ------------------------------------------- | ------------------------------------------- |
| 12.                                         | "Overprotected"                             | Martin Rami                                 | Martin Rami                                 | 3:18                                        |
| 13.                                         | "Lucky"                                     | Martin Rami Alexander Kronlund              | Martin Rami                                 | 3:26                                        |
| 14.                                         | "Outrageous"                                | R. Kelly                                    | Kelly Trixter [c] Magnet [c]                | 3:29                                        |
| 15.                                         | "Born to Make You Happy"                    | Kristian Lundin Andreas Carlsson            | Lundin                                      | 4:04                                        |
| 16.                                         | "I Love Rock 'n' Roll"                      | Jake Hooker Alan Merrill                    | Jerkins                                     | 3:08                                        |
| 17.                                         | "I'm Not a Girl, Not Yet a Woman"           | Martin Rami Dido                            | Martin Rami                                 | 3:51                                        |
| 18.                                         | "I've Just Begun (Having My Fun)"           | Spears Bell Karlsson Winnberg Jonback       | Bloodshy & Avant                            | 3:23                                        |
| 19.                                         | "Do Somethin'"                              | Karlsson Winnberg Jonback Hunte             | Bloodshy & Avant                            | 3:22                                        |
| Tổng thời lượng:                            | Tổng thời lượng:                            | Tổng thời lượng:                            | Tổng thời lượng:                            | 67:37                                       |

| Greatest Hits: My Prerogative – Bản tại Úc, Nhật Bản và Vương quốc Anh | Greatest Hits: My Prerogative – Bản tại Úc, Nhật Bản và Vương quốc Anh | Greatest Hits: My Prerogative – Bản tại Úc, Nhật Bản và Vương quốc Anh | Greatest Hits: My Prerogative – Bản tại Úc, Nhật Bản và Vương quốc Anh | Greatest Hits: My Prerogative – Bản tại Úc, Nhật Bản và Vương quốc Anh |
| STT                                                                    | Nhan đề                                                                | Sáng tác                                                               | Sản xuất                                                               | Thời lượng                                                             |
| ---------------------------------------------------------------------- | ---------------------------------------------------------------------- | ---------------------------------------------------------------------- | ---------------------------------------------------------------------- | ---------------------------------------------------------------------- |
| 12.                                                                    | "Overprotected"                                                        | Martin Rami                                                            | Martin Rami                                                            | 3:18                                                                   |
| 13.                                                                    | "Lucky"                                                                | Martin Rami Alexander Kronlund                                         | Martin Rami                                                            | 3:26                                                                   |
| 14.                                                                    | "Outrageous"                                                           | R. Kelly                                                               | Kelly Trixter [c] Magnet [c]                                           | 3:29                                                                   |
| 15.                                                                    | "Don't Let Me Be the Last to Know"                                     | Robert John "Mutt" Lange Shania Twain Keith Scott                      | Lange                                                                  | 3:50                                                                   |
| 16.                                                                    | "Born to Make You Happy"                                               | Lundin Carlsson                                                        | Lundin                                                                 | 4:04                                                                   |
| 17.                                                                    | "I Love Rock 'n' Roll"                                                 | Hooker Merrill                                                         | Jerkins                                                                | 3:08                                                                   |
| 18.                                                                    | "I'm Not a Girl, Not Yet a Woman"                                      | Martin Rami Dido                                                       | Martin Rami                                                            | 3:51                                                                   |
| 19.                                                                    | "I've Just Begun (Having My Fun)"                                      | Spears Bell Karlsson Winnberg Jonback                                  | Bloodshy & Avant                                                       | 3:23                                                                   |
| 20.                                                                    | "Do Somethin'"                                                         | Karlsson Winnberg Jonback Hunte                                        | Bloodshy & Avant                                                       | 3:22                                                                   |
| Tổng thời lượng:                                                       | Tổng thời lượng:                                                       | Tổng thời lượng:                                                       | Tổng thời lượng:                                                       | 71:27                                                                  |

| Greatest Hits: My Prerogative – Bản tại Trung Quốc | Greatest Hits: My Prerogative – Bản tại Trung Quốc | Greatest Hits: My Prerogative – Bản tại Trung Quốc     | Greatest Hits: My Prerogative – Bản tại Trung Quốc | Greatest Hits: My Prerogative – Bản tại Trung Quốc |
| STT                                                | Nhan đề                                            | Sáng tác                                               | Sản xuất                                           | Thời lượng                                         |
| -------------------------------------------------- | -------------------------------------------------- | ------------------------------------------------------ | -------------------------------------------------- | -------------------------------------------------- |
| 3.                                                 | "Oops!... I Did It Again"                          | Martin Rami                                            | Martin Rami                                        | 3:33                                               |
| 4.                                                 | "Me Against the Music" (hợp tác với Madonna)       | Spears Madonna Stewart Nikhereanye Magnet Nash O'Brien | Trixster Magnet [a]                                | 3:45                                               |
| 5.                                                 | "Stronger"                                         | Martin Rami                                            | Martin Rami                                        | 3:26                                               |
| 6.                                                 | "Everytime"                                        | Spears Stamatelatos                                    | Sigsworth                                          | 3:51                                               |
| 7.                                                 | "...Baby One More Time"                            | Martin                                                 | Martin Rami                                        | 3:32                                               |
| 8.                                                 | "(You Drive Me) Crazy" (The Stop Remix!)           | Elofsson Magnusson Kreuger Martin                      | Martin Rami                                        | 3:18                                               |
| 9.                                                 | "Sometimes"                                        | Elofson                                                | Magnusson Kreuger Elofson [a]                      | 4:07                                               |
| 10.                                                | "Overprotected" (The Darkchild Remix)              | Martin Rami                                            | Martin Rami Jerkins [b]                            | 3:07                                               |
| 11.                                                | "Lucky"                                            | Martin Rami Kronlund                                   | Martin Rami                                        | 3:26                                               |
| 12.                                                | "Outrageous"                                       | Kelly                                                  | Kelly Trixter [c] Magnet [c]                       | 3:29                                               |
| 13.                                                | "I'm Not a Girl, Not Yet a Woman"                  | Martin Rami Dido                                       | Martin Rami                                        | 3:51                                               |
| 14.                                                | "I've Just Begun (Having My Fun)"                  | Spears Bell Karlsson Winnberg Jonback                  | Bloodshy & Avant                                   | 3:23                                               |
| 15.                                                | "Do Somethin'"                                     | Karlsson Winnberg Jonback Hunte                        | Bloodshy & Avant                                   | 3:22                                               |
| Tổng thời lượng:                                   | Tổng thời lượng:                                   | Tổng thời lượng:                                       | Tổng thời lượng:                                   | 53:02                                              |

| Greatest Hits: My Prerogative – Bản tại Hồng Kông (đĩa kèm theo) | Greatest Hits: My Prerogative – Bản tại Hồng Kông (đĩa kèm theo) | Greatest Hits: My Prerogative – Bản tại Hồng Kông (đĩa kèm theo) | Greatest Hits: My Prerogative – Bản tại Hồng Kông (đĩa kèm theo) |
| STT                                                              | Nhan đề                                                          | Sản xuất                                                         | Thời lượng                                                       |
| ---------------------------------------------------------------- | ---------------------------------------------------------------- | ---------------------------------------------------------------- | ---------------------------------------------------------------- |
| 1.                                                               | "Chris Cox Megamix" (video ca nhạc)                              |                                                                  | 3:47                                                             |
| 2.                                                               | "Chris Cox Megamix"                                              | Chris Cox                                                        | 5:16                                                             |
| Tổng thời lượng:                                                 | Tổng thời lượng:                                                 | Tổng thời lượng:                                                 | 9:08                                                             |

| Greatest Hits: My Prerogative – Bản giới hạn tại Hoa Kỳ (đĩa kèm theo) | Greatest Hits: My Prerogative – Bản giới hạn tại Hoa Kỳ (đĩa kèm theo) | Greatest Hits: My Prerogative – Bản giới hạn tại Hoa Kỳ (đĩa kèm theo) | Greatest Hits: My Prerogative – Bản giới hạn tại Hoa Kỳ (đĩa kèm theo) | Greatest Hits: My Prerogative – Bản giới hạn tại Hoa Kỳ (đĩa kèm theo) |
| STT                                                                    | Nhan đề                                                                | Sáng tác                                                               | Sản xuất                                                               | Thời lượng                                                             |
| ---------------------------------------------------------------------- | ---------------------------------------------------------------------- | ---------------------------------------------------------------------- | ---------------------------------------------------------------------- | ---------------------------------------------------------------------- |
| 1.                                                                     | "Toxic" (Armand Van Helden Remix Edit)                                 | Dennis Karlsson Winnberg Jonback                                       | Bloodshy & Avant Armand Van Helden [b]                                 | 6:24                                                                   |
| 2.                                                                     | "Everytime" (Hi-Bias Radio Remix)                                      | Spears Stamatelatos                                                    | Sigsworth Nick "Fierce" Fiorucci [b] Taras [b]                         | 3:26                                                                   |
| 3.                                                                     | "Breathe on Me" (Jacques Lu Cont Mix)                                  | Stephen Lee Steve Anderson Lisa Greene                                 | Mark Taylor Jacques Lu Cont [b]                                        | 8:08                                                                   |
| 4.                                                                     | "Outrageous" (Junkie XL's Dancehall Mix)                               | Kelly                                                                  | Junkie XL                                                              | 2:56                                                                   |
| 5.                                                                     | "Chris Cox Megamix"                                                    |                                                                        | Cox                                                                    | 4:57                                                                   |
| Tổng thời lượng:                                                       | Tổng thời lượng:                                                       | Tổng thời lượng:                                                       | Tổng thời lượng:                                                       | 25:51                                                                  |

| Greatest Hits: My Prerogative — Bản giới hạn quốc tế (đĩa kèm theo) | Greatest Hits: My Prerogative — Bản giới hạn quốc tế (đĩa kèm theo) | Greatest Hits: My Prerogative — Bản giới hạn quốc tế (đĩa kèm theo) | Greatest Hits: My Prerogative — Bản giới hạn quốc tế (đĩa kèm theo) | Greatest Hits: My Prerogative — Bản giới hạn quốc tế (đĩa kèm theo) |
| STT                                                                 | Nhan đề                                                             | Sáng tác                                                            | Sản xuất                                                            | Thời lượng                                                          |
| ------------------------------------------------------------------- | ------------------------------------------------------------------- | ------------------------------------------------------------------- | ------------------------------------------------------------------- | ------------------------------------------------------------------- |
| 1.                                                                  | "Toxic" (Armand Van Helden Remix)                                   | Dennis Karlsson Winnberg Jonback                                    | Bloodshy & Avant Van Helden [b]                                     | 9:34                                                                |
| 2.                                                                  | "Everytime" (Hi-Bias Radio Remix)                                   | Spears Stamatelatos                                                 | Sigsworth Fiorucci [b] Taras [b]                                    | 3:26                                                                |
| 3.                                                                  | "Breathe on Me" (Jacques Lu Cont Mix)                               | Lee Anderson Greene                                                 | Taylor Lu Cont [b]                                                  | 8:08                                                                |
| 4.                                                                  | "Outrageous" (Junkie XL's Dancehall Mix)                            | Kelly                                                               | Junkie XL                                                           | 2:56                                                                |
| 5.                                                                  | "Stronger" (Miguel 'Migs' Vocal Mix)                                | Martin Rami                                                         | Martin Rami Miguel 'Migs' [b]                                       | 6:31                                                                |
| 6.                                                                  | "I'm a Slave 4 U" (Thunderpuss Club Mix)                            | Hugo Williams                                                       | The Neptunes Thunderpuss [b]                                        | 8:46                                                                |
| 7.                                                                  | "Chris Cox Megamix"                                                 |                                                                     | Cox                                                                 | 4:57                                                                |
| Tổng thời lượng:                                                    | Tổng thời lượng:                                                    | Tổng thời lượng:                                                    | Tổng thời lượng:                                                    | 44:18                                                               |

Notes
- "My Prerogative" là bản hát lại bài hát cùng tên năm 1988 của Bobby Brown.
- ^a  nghĩa là đồng sản xuất
- ^b  nghĩa là sản xuất phối lại
- ^c  nghĩa là sản xuất giọng hát

## Xếp hạng
| Bảng xếp hạng (2004–2011)                | Vị trí cao nhất |
| ---------------------------------------- | --------------- |
| Album Argentina (CAPIF)                  | 5               |
| Album Úc (ARIA)                          | 4               |
| Album Áo (Ö3 Austria)                    | 4               |
| Album Bỉ (Ultratop Vlaanderen)           | 5               |
| Album Bỉ (Ultratop Wallonie)             | 2               |
| Album Canada (Billboard)                 | 3               |
| Album Cộng hòa Séc (ČNS IFPI)            | 6               |
| Album Đan Mạch (Hitlisten)               | 2               |
| Album Hà Lan (Album Top 100)             | 7               |
| European Top 100 Albums (Billboard)      | 3               |
| Album Phần Lan (Suomen virallinen lista) | 2               |
| Album Pháp (SNEP)                        | 85              |
| Album Tổng hợp Pháp (SNEP)               | 1               |
| Album Đức (Offizielle Top 100)           | 4               |
| Album Hy Lạp (IFPI)                      | 3               |
| Album Hungary (MAHASZ)                   | 8               |
| Album Iceland (Tónlist)                  | 10              |
| Album Ireland (IRMA)                     | 1               |
| Album Ý (FIMI)                           | 7               |
| Album Nhật Bản (Oricon)                  | 1               |
| Album Malaysia (RIM)                     | 2               |
| Album New Zealand (RMNZ)                 | 17              |
| Album Na Uy (VG-lista)                   | 4               |
| Album Ba Lan (ZPAV)                      | 23              |
| Album Bồ Đào Nha (AFP)                   | 5               |
| Album Scotland (OCC)                     | 1               |
| Album Singapore (RIAS)                   | 1               |
| Album Tây Ban Nha (PROMUSICAE)           | 8               |
| Album Thụy Điển (Sverigetopplistan)      | 14              |
| Album Thụy Sĩ (Schweizer Hitparade)      | 6               |
| Album Đài Loan (Five Music)              | 1               |
| Album Anh Quốc (OCC)                     | 2               |
| Album Hoa Kỳ Billboard 200               | 4               |

| Bảng xếp hạng (2004)                     | Vị trí |
| ---------------------------------------- | ------ |
| Album Úc (ARIA)                          | 47     |
| Album Áo (Ö3 Austria)                    | 73     |
| Album Bỉ (Ultratop Flanders)             | 53     |
| Album Bỉ (Ultratop Wallonia)             | 28     |
| Album Đan Mạch (Hitlisten)               | 30     |
| Album Hà Lan (Album Top 100)             | 91     |
| Album Phần Lan (Suomen virallinen lista) | 13     |
| Album Pháp (SNEP)                        | 71     |
| Album Ireland (IRMA)                     | 8      |
| Album Ý (FIMI)                           | 51     |
| Album Nhật Bản (Oricon)                  | 38     |
| Album Hàn Quốc Quốc tế (MIAK)            | 9      |
| Album Thụy Điển (Sverigetopplistan)      | 71     |
| Album Anh Quốc (OCC)                     | 25     |
| Album Toàn cầu (IFPI)                    | 13     |
| Bảng xếp hạng (2005)                     | Vị trí |
| Album Úc (ARIA)                          | 64     |
| Album Bỉ (Ultratop Wallonia)             | 81     |
| Album Ý (FIMI)                           | 72     |
| Album Nhật Bản (Oricon)                  | 40     |
| Album Hàn Quốc Quốc tế (MIAK)            | 4      |
| Album Anh Quốc (OCC)                     | 135    |
| Hoa Kỳ Billboard 200                     | 74     |

## Chứng nhận
| Quốc gia | Chứng nhận  | Số đơn vị/doanh số chứng nhận |
| --- | ----------- | ----------------------------- |
| Argentina (CAPIF) | Vàng        | 20.000^                       |
| Úc (ARIA) | 2× Bạch kim | 140.000^                      |
| Áo (IFPI Áo) | Vàng        | 15.000*                       |
| Bỉ (BEA) | Vàng        | 25.000*                       |
| Canada (Music Canada) | Bạch kim    | 100.000‡                      |
| Đan Mạch (IFPI Đan Mạch) | 3× Bạch kim | 60.000‡                       |
| Phần Lan (Musiikkituottajat) | Bạch kim    | 30,623                        |
| Pháp (SNEP) | 2× Vàng     | 200.000*                      |
| Đức (BVMI) | Vàng        | 150.000^                      |
| Hy Lạp (IFPI Hy Lạp) | Vàng        | 10.000^                       |
| Hungary (Mahasz) | Vàng        | 10.000^                       |
| Nhật Bản (RIAJ) | Triệu       | 1,000,000                     |
| México (AMPROFON) | Vàng        | 50.000^                       |
| New Zealand (RMNZ) | Vàng        | 7.500^                        |
| Na Uy (IFPI) | Vàng        | 20.000*                       |
| Bồ Đào Nha (AFP) | Bạch kim    | 40.000^                       |
| Nga (NFPF) | 2× Bạch kim | 40.000*                       |
| Hàn Quốc (KMCA) | —           | 79,136                        |
| Tây Ban Nha (PROMUSICAE) | Vàng        | 50.000^                       |
| Thụy Sĩ (IFPI) | Vàng        | 20.000^                       |
| Đài Loan (RIT) | —           | 110,000                       |
| Anh Quốc (BPI) | 3× Bạch kim | 1,000,000                     |
| Hoa Kỳ (RIAA) | Bạch kim    | 1,800,000                     |
| Tổng hợp |             |                               |
| Châu Âu (IFPI) | Bạch kim    | 1.000.000*                    |
| Toàn cầu | —           | 5,000,000                     |
| * Chứng nhận dựa theo doanh số tiêu thụ. ^ Chứng nhận dựa theo doanh số nhập hàng. ‡ Chứng nhận dựa theo doanh số tiêu thụ và phát trực tuyến. |             |                               |

## Lịch sử phát hành
| Quốc gia       | Ngày              | Phiên bản           | Định dạng                                 | Hãng đĩa   | Ct.                     |
| -------------- | ----------------- | ------------------- | ----------------------------------------- | ---------- | ----------------------- |
| Đan Mạch       | 3 tháng 11, 2004  | Giới hạn            | CD kép                                    | Sony BMG   | [ 100 ]                 |
| Nhật Bản       | 4 tháng 11, 2004  | Giới hạn            | CD kép                                    | BMG Japan  | [ 101 ]                 |
| Ba Lan         | 6 tháng 11, 2004  | Tiêu chuẩn          | CD                                        | Sony BMG   | [ 102 ]                 |
| Pháp           | 8 tháng 11, 2004  | Tiêu chuẩn giới hạn | CD CD kép                                 | Jive       | [ 103 ]                 |
| Đức            | 8 tháng 11, 2004  | Giới hạn            | CD kép                                    | Sony BMG   | [ 104 ]                 |
| Vương quốc Anh | 8 tháng 11, 2004  | Tiêu chuẩn giới hạn | CD CD kép                                 | Jive       | [ 105 ]                 |
| Canada         | 9 tháng 11, 2004  | Tiêu chuẩn giới hạn | CD CD kép                                 | Sony BMG   | [ 106 ]                 |
| Ý              | 9 tháng 11, 2004  | Tiêu chuẩn          | CD                                        | Sony BMG   | [ 107 ]                 |
| Hoa Kỳ         | 9 tháng 11, 2004  | Tiêu chuẩn giới hạn | CD CD kép                                 | Jive       | [ 108 ] [ 109 ]         |
| Nhật Bản       | 10 tháng 11, 2004 | Tiêu chuẩn          | CD                                        | BMG Japan  | [ 110 ]                 |
| Tây Ban Nha    | 11 tháng 11, 2004 | Tiêu chuẩn          | CD                                        | Sony BMG   | [ 111 ]                 |
| Đức            | 15 tháng 11, 2004 | Tiêu chuẩn          | CD                                        | Sony BMG   | [ 112 ]                 |
| Úc             | 22 tháng 11, 2004 | Tiêu chuẩn giới hạn | CD CD kép                                 | Sony BMG   | [ 113 ]                 |
| Hoa Kỳ         | 6 tháng 11, 2020  | Tiêu chuẩn          | Đĩa than (Độc quyền tại Urban Outfitters) | Legacy     | [ 114 ]                 |
| Hoa Kỳ         | 31 tháng 3, 2023  | Tiêu chuẩn          | Đĩa than                                  | Legacy     | [ 115 ]                 |
| Úc             | 26 tháng 5, 2023  | Tiêu chuẩn          | Đĩa than                                  | Sony Music | [ 116 ]                 |
| Châu Âu        | 26 tháng 5, 2023  | Tiêu chuẩn          | Đĩa than                                  | Sony Music | [ 117 ] [ 118 ] [ 119 ] |